# 圣让欧布瓦
圣让欧布瓦（法語：Saint-Jean-aux-Bois，法語發音：[sɛ̃ ʒɑ̃ o bwa]）是法国瓦兹省的一个市镇，属于贡比涅区。

## 地理
圣让欧布瓦（49°20'52"N, 2°54'15"E）面积25.21 平方千米，位于法国上法蘭西大區瓦兹省，该省份为法国北部内陆省份，北起索姆省，西接厄尔省和滨海塞纳省，南至塞纳-马恩省和瓦兹河谷省，东临埃纳省。
与圣让欧布瓦接壤的市镇（或旧市镇、城区）包括：贡比涅、拉克鲁瓦圣旺、莫里安瓦勒、奥鲁伊、皮埃尔丰、圣索沃尔、维约穆兰。

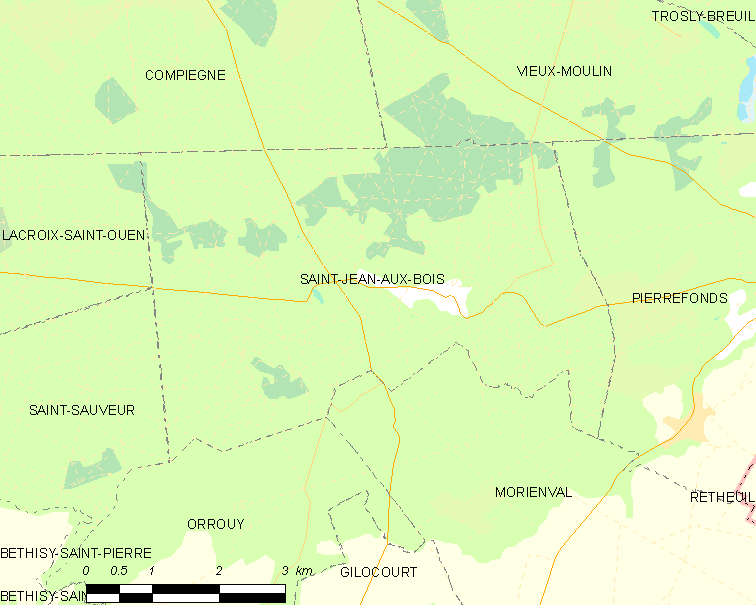
圣让欧布瓦的OSM定位图

圣让欧布瓦的时区为UTC+01:00、UTC+02:00（夏令时）。

## 行政
圣让欧布瓦的邮政编码为60350，INSEE市镇编码为60579。

## 政治
圣让欧布瓦所属的省级选区为贡比涅第二县。

## 人口

1962-2008年间圣让欧布瓦人口变化图示

圣让欧布瓦于2022年1月1日时的人口数量为341人。